# Dihammaphora aepytus
Dihammaphora aepytus är en skalbaggsart som beskrevs av Louis Alexandre Auguste Chevrolat 1859. Dihammaphora aepytus ingår i släktet Dihammaphora och familjen långhorningar. Inga underarter finns listade i Catalogue of Life.